# Godemarci
Godemarci je naselje u slovenskoj Općini Ljutomeru. Godemarci se nalazi u pokrajini Štajerskoj i statističkoj regiji Pomurju. 

## Stanovništvo
Prema popisu stanovništva iz 2002. godine naselje je imalo 103 stanovnika.